# Lotharmeyerite
La lotharmeyerite è un minerale.

## Etimologia
Il nome è in onore del chimico tedesco Julius Lothar Meyer (1830-1895), che ha sviluppato idee per la tavola periodica degli elementi.